# Wikstroemia foetida
Wikstroemia foetida är en tibastväxtart som först beskrevs av Carl von Linné d.y., och fick sitt nu gällande namn av Asa Gray. Wikstroemia foetida ingår i släktet Wikstroemia och familjen tibastväxter. Utöver nominatformen finns också underarten W. f. vitiensis.